# 辛木属
辛木属（学名：Sinia）是金莲木科下的一个属，为灌木植物。该属仅有辛木（Sinia rhodoleuca）一种，分布于中国广西。